# Ignaz Ellminger

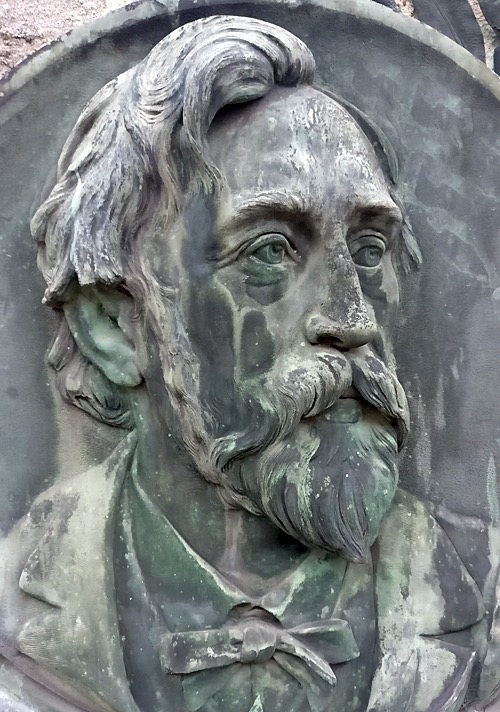
Ignaz Ellminger, Relief an seinem Grab auf dem Wiener Zentralfriedhof

Ignaz Ellminger (* 14. Juni 1843 in Währing bei Wien; † 2. Februar 1894 in Wien) war ein österreichischer Landschaftsmaler, Mundartdichter und Zeichenlehrer. 
Ellminger studierte an der Akademie der bildenden Künste Wien. Danach unternahm er Studienreisen. Als freischaffender Künstler beschäftigte er sich mit der Landschaftsmalerei. Ellminger wurde Mitglied des Wiener Künstlerhauses.
1876 wurde er zum Zeichenprofessor am Kommunal-Realgymnasium im 2. Bezirk berufen.
1954 wurde nach ihm die Ellmingergasse im Stadtteil Erlaa im 23. Wiener Gemeindebezirk benannt.

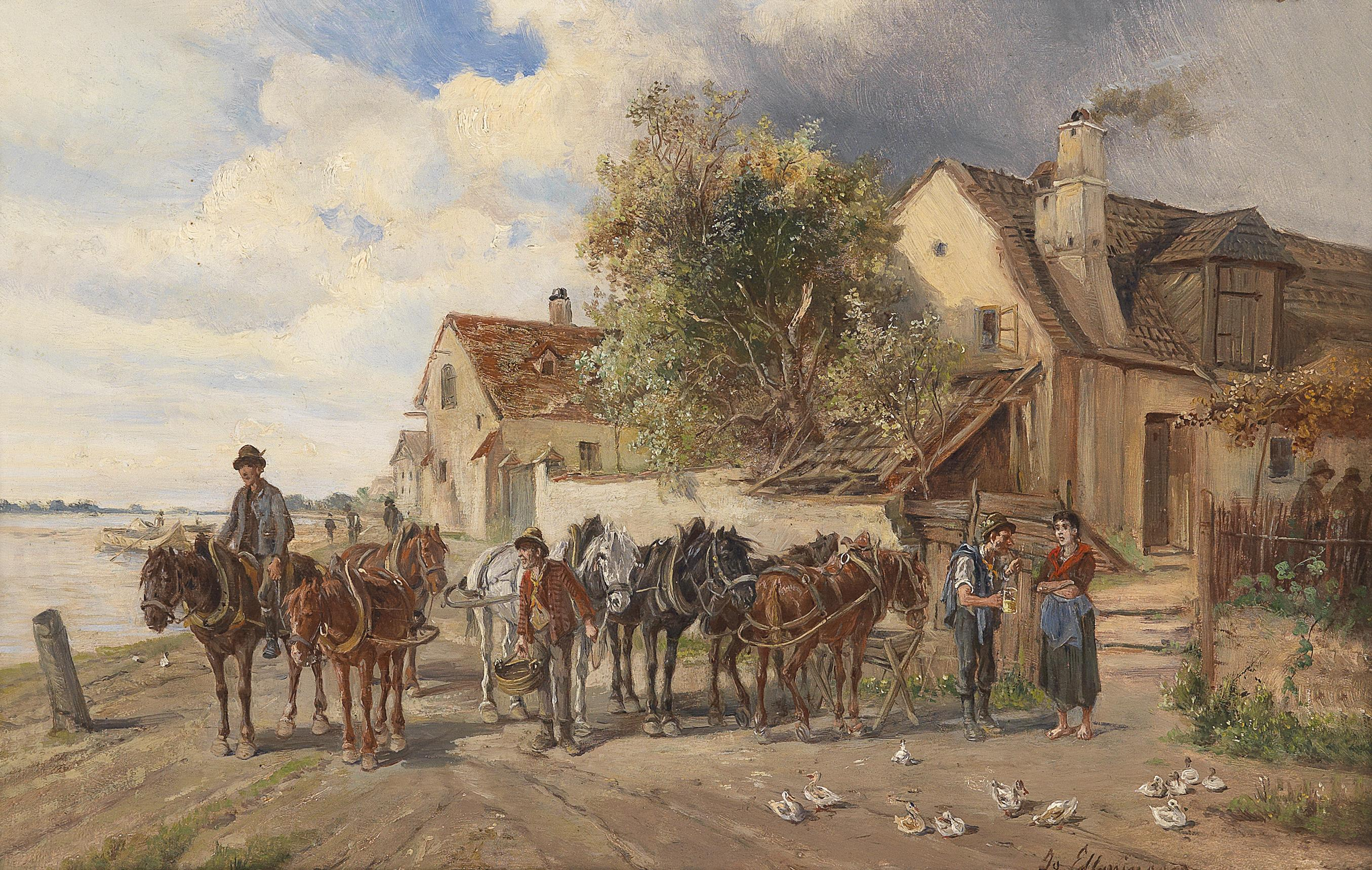
Treidelpferde am Flussufer